# The West
The West (abreviado TW)  es un juego de navegador que se publicó en abril de 2008, producido por la empresa InnoGames. Está ambientado en el Salvaje Oeste, es un juego de rol , con batallas multijugador, duelos PVP y PVE y aventuras PVP . A través de los trabajos, duelos, batallas de fuerte, aventuras y varios tipos de búsquedas ("Misiones") podrán disfrutar de pleno del juego.
El juego se distribuye de forma independiente en cada país, dividiéndolo en servidores, actualmente tiene más de 17 millones de Jugadores activos en 19 Idiomas en todo el mundo.

## El Juego
El juego no tiene ningún objetivo concreto , sin embargo, para muchos el objetivo principal de juego es alcanzar el top 1 de la clasificación, o llegar al máximo nivel posible, de momento el nivel 150.
En el Mundo virtual, cada Jugador empieza desde el nivel 1 y con un tutorial que le guía al comienzo del juego. Una vez que se consigue llegar al nivel 15, el jugador puede elegir la clase que quiere desempeñar a lo largo del juego, una vez elegida no se podrá cambiar. Puede elegir entre Trabajador, Aventureros Duelista, y Soldado. 
Con cualquier clase se puede tener éxito en el juego, sin embargo, es necesario para ello, tener una buena estrategia y seleccionar un tipo de personaje que se adapte a tu tipo de juego. Por tanto, es conveniente, antes de la elección del personaje, pensar en los pros y los contras de cada uno de las clases.
Cuando alcanzas el nivel 20 puedes elegir tu artesanía,entre herrero, cocinero de campo, maestro de guarnición y vendedor de tónicos.
A través de las diferentes Misiones nuestro personaje ganará dinero y experiencia.Conforme el personaje va adquiriendo experiencia sube de nivel y puede distribuir 1 punto de atributo y 3 habilidades con cada nivel adquirido. Con el dinero virtual, los jugadores pueden comprar en tiendas ubicadas en ciudades o en el mercado de las mismas adquirir ropas y armas que aumentaran su eficacia en duelos, batallas y trabajos. Además de las Misiones el juego ofrece trabajos y duelos que le ayudarán a adquirir experiencia y dinero.
Los jugadores pueden organizarse en ciudades las cuales tienen diferentes edificios como el hotel (recuperar vida y energía), tiendas (comprar ropas y armas), mercado, banco, para guardar el dinero adquirido y el sheriff para cazar las recompensas de los personajes que estén buscados por la ley. Las ciudades se pueden agrupar en alianzas que se ayudaran entre ellas para defender sus fuertes, en batallas de fuerte entre alianzas.
El juego se actualiza continuamente con nuevas versiones; actualmente está en la versión estable 2.65.

## Búsquedas (Misiones)
En el Saloon podrás encontrar las búsquedas, son misiones que te piden los personajes del juego.(Barman Henry Walker, María Roalstad, Waupee, Sheriff John Fitzburn).
Hay misiones que están ocultas y solo aparecen si cumples unas determinadas condiciones, otras aparecerán si tienes un nivel determinado o cuando terminas una misión.
Algunas te pedirán que lleves equipados algunos objetos, otras que derrotes en un duelo a un bandido, o que les entregues objetos o dinero. 
Todas ellas te darán una recompensa si las cumples que pueden varias entre experiencia, dinero, objetos, bonos o incluso premium.

## Duelos

### PVP
Un duelo es una lucha entre dos jugadores (PVP). Para poder batirse en duelo tienes que ser miembro de una ciudad y la ciudad tiene que tener un sepulturero. El jugador elegido tiene que estar inscrito en una ciudad, para poder desafiarlo.Si el jugador elegido se encuentra actualmente en un hotel no puedes atacarle.
A través de la táctica puedes cambiar la probabilidad de acertar y el daño que causa cada acierto. Aquí puedes concretar la zona del cuerpo que quieres disparar al adversario. También puedes elegir hacia donde quieres eludir.
Un duelo consiste de 8 rondas. Cada jugador tiene 8 veces la posibilidad de acertar y de eludir. 
El ganador es el jugador que ha causado más daño a su adversario. En caso de que ambos jugadores han causado igual de daño, gana el defensor. En caso de que un jugador se desmaye porque sus puntos de salud han caído a 0, gana el otro jugador, 

### Duelos contra NPC
Aparecerá una lista de forajidos de diferentes niveles. Para hacer un duelo con ellos no hace falta esperar a terminar un trabajo ya que puedes hacer el duelo cada vez que quieras mientras tengas energía , la táctica y las habilidades necesarias son las mismas que para el PVP.
Con cada victoria frente a un forajido aumenta el grado de dificultad de los nuevos forajidos. En cambio con cada derrota y con el tiempo, baja gradualmente este nivel. Aparecerán 4 forajidos con una imagen, el nombre, el nivel de duelo, el arma que utilizan. 

## Batallas de fuerte
Se incluyeron en el juego en la actualización 1.20, en julio de 2009.
En una batalla se enfrentan 2 bandos, agresores y defensores. El objetivo de los agresores es mantener la bandera durante 5 rondas o desmayar a todos los defensores. El objetivo de los defensores es mantener el fuerte durante 5 rondas o desmayar a todos los agresores.

### Sectores del fuerte
En el mapa hay sectores y campos. En cada cuadrado puede estar solo un jugador. En un sector pueden estar solamente un bando. Cada jugador puede disparar una vez y moverse en cada ronda. Puede moverse al sector vecino, mientras este no esté ocupado por jugadores del equipo oponente.
No es posible moverse en un sector que esté conectado de forma diagonal a través de una esquina. Algunos sectores tienen características especiales y mejoran o empeoran los valores del jugador, como pueden ser las torres y las murallas de forma positiva y la bandera para los agresores de forma negativa.

### Movimientos
Al iniciar la ronda :1º dispara el defensor, 2º mueve el defensor, 3º dispara el agresor, 4º mueve el agresor y se acaba la ronda que dura alrededor de 1 minuto, depende del tamaño del fuerte (pequeño, mediano y grande).

### Conclusión
Luego los resultados de la batalla serán presentados en una tabla. Informa quien ha causado el mayor daño y quién ha desmayado a tiros a quién. También cada jugador obtiene un reporte con los resultados.
Si te desmayas durante una batalla, te despertarás en el hotel.
- Pierdes tu dinero en efectivo.

- Pierdes tus puntos de energía.

#### Recompensas
Obtienes puntos de experiencia por participar en una batalla. Estos puntos se calculan con base en tu nivel, el daño causado por ti, el tiempo que hayas aguantado y si has ganado o perdido la batalla.
Además dan bonos entre 1-23 dependiendo de tu batalla, si has sido un gran batallador te llevaras más que si has estado escondido sin disparar, esos bonos son como una moneda premium menor.
Si los agresores ganan la batalla, obtienen el fuerte. Los propietarios anteriores ya no tienen acceso a este fuerte.

## Aventuras
Las aventuras son batallas multijugador por turnos, en vivo, jugadas en un mapa en vista isométrica, se juega por rondas de 30 segundos cada una. En cada ronda cada jugador tiene la oportunidad de utilizar las habilidades para moverse, curar, disparar o bloquear a sus oponentes. Las habilidades pueden consumir uno o ambos puntos de resistencia, lo que limita cuántas acciones se pueden realizar en una ronda.El equipo que llega a 35 puntos de dominación primero es el ganador de la aventura.

## Premium
Es un juego totalmente gratuito, se puede disfrutar de todas las opciones del juego sin gastar dinero. Además, el juego cada vez que te conectas 5 días consecutivos te regala 15 pepitas de oro (moneda premium).
En la sección Premium tienes la oportunidad de obtener ligeras ventajas, tanto para el juego en si como para su manejo. Para conseguir las ventajas te hacen falta pepitas de oro, las cuales no puedes encontrar en el juego, lo tienes que aportar dinero real, en sus diferentes monedas.
Hay seis tipos de suscripción premium las que puedes activar para tu personaje: más energía, automatización, más sueldo y gratificación de personaje, novato y VIP. Cada suscripción Premium puedes activar en diferentes periodos de tiempo.

## Premios
The West se llevó el Galaxy Noticias para el juego de Navegador del Año 2008.
También obtuvo en esta edición el premio a la mejor idea de Juego, el mejor Juego el mejor juego de Rol.
En 2011 obtuvo en la Categoría de "Mejor paquete de software de expansión" el premio del Público.